# Pentagramma bivittata
Pentagramma bivittata är en insektsart som beskrevs av Crawford 1914. Pentagramma bivittata ingår i släktet Pentagramma och familjen sporrstritar. Inga underarter finns listade i Catalogue of Life.